# ليوني كرامر
ليوني كرامر (بالإنجليزية: Leonie Judith Kramer)‏ هي أخصائية في الأدب أسترالية، ولدت في 1 أكتوبر 1924 في ملبورن في أستراليا، وتوفيت في 20 أبريل 2016 في إليزابيث باي ‏ في أستراليا بسبب مرض آلزهايمر.

## وصلات خارجية
- ليوني كرامر على موقع الموسوعة البريطانية (الإنجليزية)